# Артистичне плавання на Чемпіонаті світу з водних видів спорту 2022 — група, технічна програма
Змагання з артистичного плавання в технічній програмі груп на Чемпіонаті світу з водних видів спорту 2022 відбулися 19 і 21 червня 2022 року.

## Результати
Попередній раунд розпочався 19 червня о 10:00 за місцевим часом. The final was started on 21 червня at 16:00. 
Зеленим позначено фіналістів
| Місце | Країна          | Попередній раунд | Попередній раунд | Фінал            | Фінал            |
| Місце | Країна          | Очки             | Місце            | Очки             | Місце            |
| ----- | --------------- | ---------------- | ---------------- | ---------------- | ---------------- |
| 1     | Китай           | 94.0039          | 1                | 94.7202          | 1                |
| 2     | Японія          | 91.2049          | 2                | 92.2261          | 2                |
| 3     | Італія          | 89.5775          | 3                | 91.0191          | 3                |
| 4     | Франція         | 86.4984          | 4                | 88.3558          | 4                |
| 5     | Греція          | 86.2755          | 5                | 87.2261          | 5                |
| 6     | США             | 85.6085          | 6                | 86.9907          | 6                |
| 7     | Канада          | 84.7752          | 7                | 84.4817          | 7                |
| 8     | Ізраїль         | 84.3848          | 8                | 84.5315          | 8                |
| 9     | Велика Британія | 82.1773          | 9                | 82.5264          | 9                |
| 10    | Швейцарія       | 81.3767          | 10               | 81.5920          | 10               |
| 11    | Казахстан       | 80.3196          | 11               | 81.2713          | 11               |
| 12    | Бразилія        | 78.4964          | 12               | 79.2419          | 12               |
| 13    | Португалія      | 75.6638          | 13               | Завершили виступ | Завершили виступ |
| 14    | Угорщина        | 75.6519          | 14               | Завершили виступ | Завершили виступ |
| 15    | Єгипет          | 75.5103          | 15               | Завершили виступ | Завершили виступ |
| 16    | Сінгапур        | 74.1444          | 16               | Завершили виступ | Завершили виступ |
| 17    | Австралія       | 70.5530          | 17               | Завершили виступ | Завершили виступ |
| 18    | Коста-Рика      | 64.7922          | 18               | Завершили виступ | Завершили виступ |
| –     | Україна         | Не стартували    | Не стартували    | Не стартували    | Не стартували    |